# 프로그램 입출력
프로그램 입출력(Programmed Input/Output, 줄여서 PIO)은 네트워크 어댑터나 ATA 기억 장치와 같은 주변 기기와 중앙 처리 장치 사이에서 데이터를 주고받는 방식이다. 이 PIO의 단점을 극복하기 위해 인터럽트, DMA등이 고안되었다.

## ATA 표준에서의 PIO 모드
두 개의 추가적인 고급 타이밍 모드는 콤팩트플래시 규격 2.0에 정의되어 있으며 PIO 모드 5, 6을 제공한다.
| 모드   | 최대 전송 속도 (MB/초) | 최소 순환 시간 | 규격 정의 표준   |
| ------ | ---------------------- | -------------- | ---------------- |
| 모드 0 | 3.3                    | 600 ns         | ATA-1            |
| 모드 1 | 5.2                    | 383 ns         | ATA-1            |
| 모드 2 | 8.3                    | 240 ns         | ATA-1            |
| 모드 3 | 11.1                   | 180 ns         | ATA-2            |
| 모드 4 | 16.7                   | 120 ns         | ATA-2            |
| 모드 5 | 20                     | 100 ns         | 콤팩트플래시 2.0 |
| 모드 6 | 25                     | 80 ns          | 콤팩트플래시 2.0 |

## 장치 호환
모든 장치가 PIO 타이밍과 호환하는 것은 아니다. 이를테면 제네시스 로직사의 GL819 칩을 사용하는 샌디스크 SDDR-89 12-in-1 카드 리더 장치를 예로 들 수 있다. 이 칩은 대부분의 PIO 모드와 조금 다르다.
| PIO 모드              | 1      | 2      | 3      | 4      | 6     |
| GL819 타이밍          | 399 ns | 249 ns | 183 ns | 133 ns | 83 ns |
| ATA 및 CF 규격 타이밍 | 383 ns | 240 ns | 180 ns | 120 ns | 80 ns |

### PIO 모드 5
PIO 모드 5는 초당 22 MB의 동작 속도로 제안되었으나 하드 디스크에 구현된 적은 없었는데 그 이유는 해당 시간의 CPU가 제안된 PIO 5 타이밍으로 하드 디스크를 대기하느라 제 기능을 하지 못할 수 없고,
DMA 표준이 궁극적으로 이를 제거했기 때문이다. 이 모드를 지원하는 하드 드라이브가 제조된 적이 없지만, 일부 메인보드 제조업체들은 바이오스를 통해 예비 지원하고 있다. PIO 모드 5는 CF-to-IDE 어댑터를 통해 IDE에 콤팩트플래시 카드를 장착하여 사용할 수 있다.

## 같이 보기
- DMA
- 입출력
- 인터럽트